# Victor Verschueren
Victor Verschueren (n. 19 aprilie 1893) a fost un bober și jucător de hochei pe gheață ce a reprezentat Belgia, medaliat olimpic. A participat la o ediție a Jocurilor Olimpice (1924) în care a câștigat o medalie de bronz în proba de bob.